# Hatt-ı Hümayun

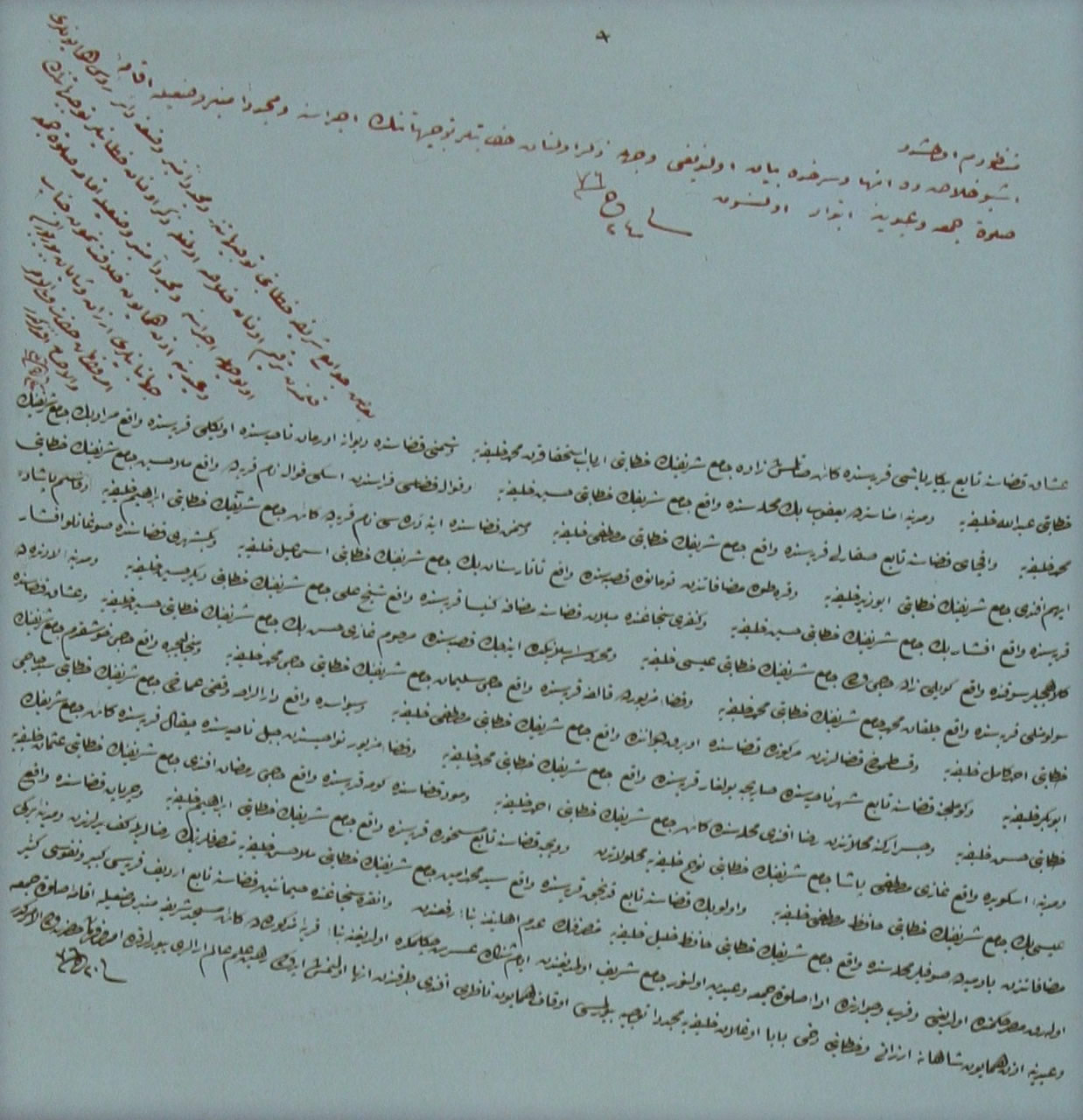
Hatt-ı hümayun del sultano Abdulmecid (scritto in rosso, orizzontalmente, in alto) su un memorandum (in nero, in basso) su alcune moschee che devono essere riparate. La calligrafia rossa in diagonale è un riassunto del gran visir del memorandum originale. Il Sultano scrive: "Sono stato informato. Quelle strutture menzionate in questo sommario devono essere ricostruite rapidamente per le preghiere di Jum'ah e Bayram.

L'''Hatt-i humayun (in turco ottomano : خط همايون, in turco hatt-ı hümayun o hatt-ı hümâyûn), noto anche come hatt-i sharif (hatt-ı şerîf), è il termine diplomatico di un documento o una nota scritta a mano di natura ufficiale composta da un sultano ottomano. I termini provengono da hatt (dall'arabo: scrittura a mano, comando), hümayun (imperiale) e şerif (alto, nobile). Queste note erano scritte comunemente e personalmente dal Sultano, sebbene potevano anche essere trascritte da uno scriba di palazzo. Erano solitamente scritte come risposta e, direttamente, su un documento presentato al sultano dal gran visir o da un altro ufficiale del governo ottomano. Pertanto, potevano essere approvazioni o dinieghi di una lettera di petizione, riconoscimenti di un resoconto, concessioni di permesso per una richiesta, un'annotazione a un decreto o altri documenti governativi. Gli Hatt-ı hümayun potevano essere composti da zero, piuttosto che come risposta a un documento esistente.
Dopo la riforme del Tanzimat (1856), volte a modernizzare l'Impero ottomano, la pratica comune dell'hatt-ı hümayun venne soppiantata dall'irâde-i seniyye in cui la risposta delle parole del Sultano era registrata sul documento dal suo scriba.
Ci sono quasi 100.000 hatt-ı hümayun negli archivi ottomani di Istanbul. Tra i più famosi ci sono l'editto (hatt-ı şerîf) di Gülhane del 1839 e l'editto di riforma imperiale (hatt-ı hümayun) del 1856. Per il primo, il termine turco Tanzimat Fermanı è più corretto. Questo decreto, che ha dato il via alle cosiddette riforme del Tanzimat, è così chiamato perché porta un ordine scritto a mano dal sultano al gran visir per eseguire il suo comando.
Il termine "hatt-ı hümayun" può talvolta essere usato anche in senso letterale, indicando un documento scritto a mano da un sultano ottomano.
Intorno al tardo Impero ottomano, la parola irade o iradèh (come in francese) era spesso usata nelle pubblicazioni europee, ma nel XXI secolo divenne in disuso nelle lingue europee.

## Tipi dihatt-ı human
L'hatt-ı hümayun veniva solitamente scritto al gran visir (Sadrazam), o in sua assenza, al suo sostituto (il ka'immakâm), o a un altro alto funzionario come il grande ammiraglio (Kapudan-i Derya) o il governatore generale (Beylerbey) di Rumeli. C'erano tre tipi di hatt-ı hümayun:
- quelli indirizzati a un posto di governo
- quelli "sul bianco"
- quelli su un documento

### Hatt-ı hümayuna un posto di governo

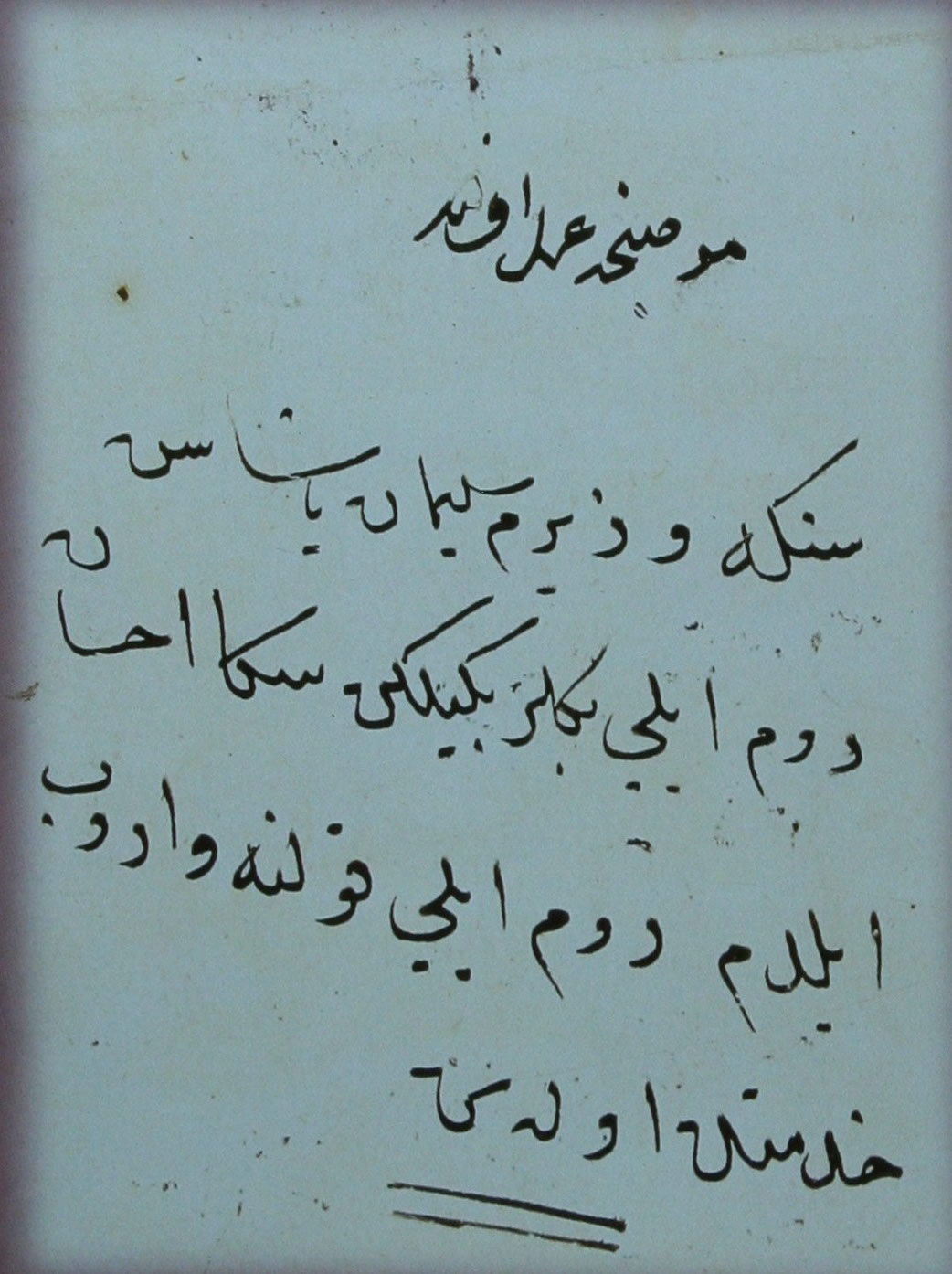
Nota del sultano Murad IV (in caratteri grossi in alto) sul documento di nomina del visir Suleiman Pasha alla carica di Beylerbey di Rumeli : "Sia fatto come richiesto".

I decreti ordinari (feran) o i titoli di privilegio (berat) erano scritti da uno scriba, ma quelli scritti a certi funzionari e quelli particolarmente importanti erano preceduti dalla nota manoscritta del Sultano accanto al suo sigillo (tughra). La tughra e la notazione potevano essere circondate da una cornice decorata. La nota avrebbe messo in risalto una parte particolare del suo editto, sollecitando o ordinando che fosse seguito senza errore. Questi erano chiamati Hatt-ı Hümayunla Müveşşeh Ferman (ferman decorato con un hatt-ı hümayun) o Unvanına Hatt-ı Hümayun (hatt-ı hümayun al titolo). La nota poteva usare una frase cliché come "da fare come richiesto" (mûcebince amel oluna ) o "il mio comando deve essere eseguito come richiesto e nessuno deve interferire con la sua esecuzione" (emrim mûcebince amel oluna, kimseye müdahale etmeyeler). Alcuni editti del titolo potevano iniziare con una nota del Sultano che lodava la persona o le persone a cui era indirizzato l'editto, al fine di incoraggiarle o onorarle. Raramente, poteva esserci una minaccia nell'esempio "se vuoi mantenere la testa, esegui questo ordine come richiesto" (Başın gerek ise mûcebiyle amel oluna).

### Hatt-ı hümayunsul bianco

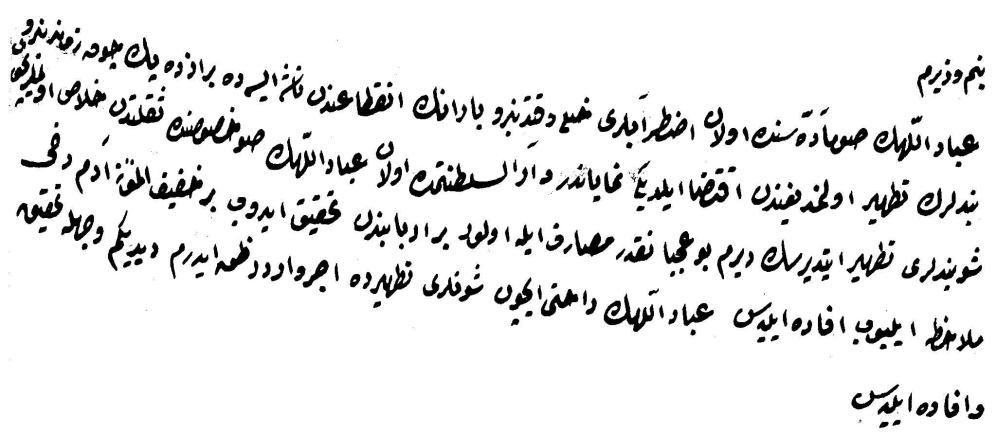
Hatt-ı hümayun sul bianco di Mahmud II al suo gran visir per esaminare la manutenzione delle dighe a Istanbul per alleviare la miseria dei suoi sudditi durante la siccità.

Le "Hatt-ı hümayun sul bianco" (beyaz üzerine hatt-ı hümâyun) erano documenti provenienti dal sultano (ex officio) piuttosto che una notazione su un documento esistente. Erano così chiamate perché l'editto era scritto su una pagina vuota (cioè bianca). Potevano essere documenti come un comando, un editto, una lettera di nomina o una lettera a un sovrano straniero.

Esistono anche hatt-ı hümayun che esprimono le opinioni del sultano o anche i suoi sentimenti su determinate questioni. Ad esempio, dopo la vittoriosa difesa di Mosul contro le forze di Nadir Shah, nel 1743, il sultano Mahmud I inviò un hatt-ı hümayun al governatore Haj Husayn Pasha, che lodava in versi le gesta eroiche del governatore e dei guerrieri di Mosul.

### Hatt-ı hümayunsu un documento

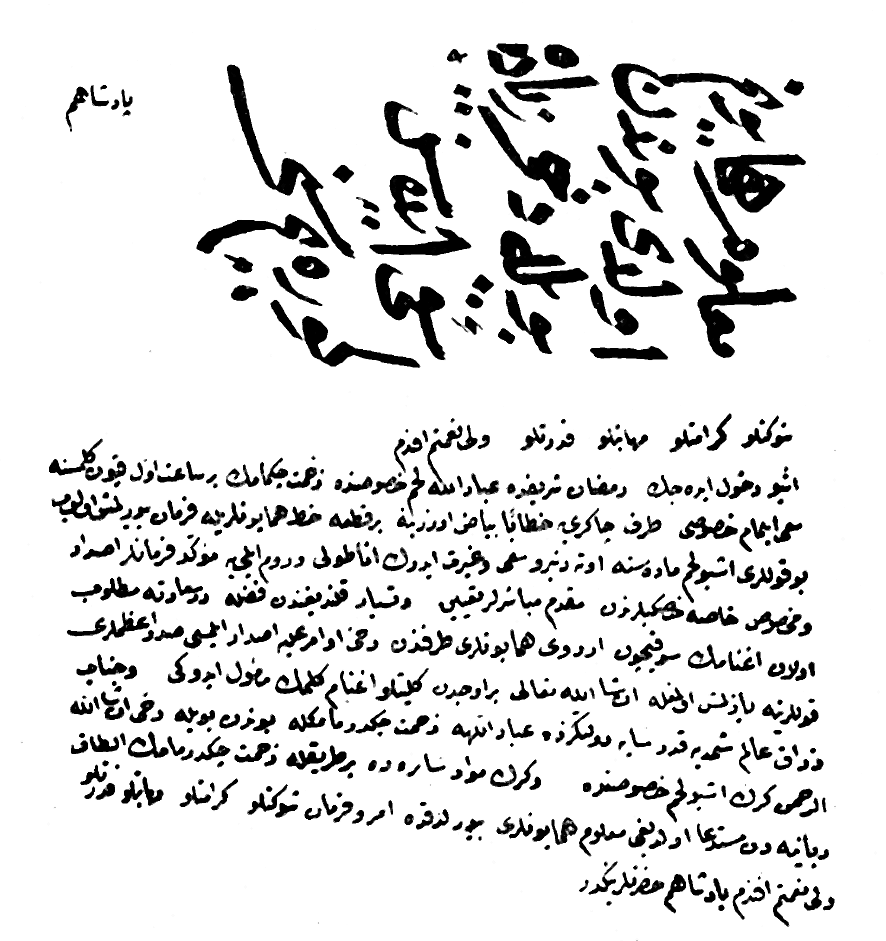
Un hatt-ı hümâyûn di Selim III (nella spessa calligrafia sopra) su un telhis (riassunto) scritto dal gran visir riguardo ai suoi sforzi per garantire una fornitura sufficiente di carne a Istanbul per il successivoRamadan. Il Sultano scrive il suo apprezzamento: "È diventata la mia conoscenza imperiale. Fai ancora di più in futuro. Lasciati vedere."

Nella normale procedura burocratica, un documento era presentato dal gran visir, o dal suo vice il kaymakam (Kâ'immakâm Paşa), che avrebbe poi riassunto una situazione per il Sultano, richiedendogli la sua volontà nel merito. Tali documenti erano chiamati telhis (riassunto) fino al XIX secolo e in successivamente takrir (suggerimento). La risposta scritta a mano del Sultano (il suo comando o decisione) era chiamata hatt-ı hümâyûn su telhis o hatt-ı hümâyûn su takrir. Altri tipi di documenti presentati al Sultano erano petizioni (arzuhâl), trascrizioni giurate di petizioni orali (mahzar), relazioni da una carica superiore a una inferiore (şukka), relazioni religiose di qadi a cariche superiori (ilâm) e registri (tahrirat). Questi si chiamavano hatt-ı hümâyûn su arz, hatt-ı hümâyûn su mahzar, ecc. a seconda del tipo di documento. Il Sultano rispondeva non solo ai documenti presentatigli dai suoi visir, ma anche alle petizioni (arzuhâl) presentategli dai suoi sudditi dopo la preghiera del venerdì. Pertanto, glu hatt-ı hümayun sui documenti erano analoghi ai rescritti papali e ai rescritti usati in altri regimi imperiali.
Quando il sultano contattava il pubblico per la preghiera del venerdì o per altre occasioni, il popolo consegnava le petizioni a lui indirizzate. Queste erano successivamente discusse e decise dal consiglio dei visir. Si preparava un riassunto di tutte le petizioni e l'azione decisa per ciascuna di esse. Il sultano scriveva sullo stesso foglio "Sono stato informato" (manzurum olmuştur) più volte, seguito dal numero dell'oggetto a cui si riferiva. Quando la burocrazia di palazzo fu riorganizzata dopo le riforme del Tanzimat, la decisione del Sultano veniva scritta direttamente dal Capo Scriba in fondo al documento riassuntivo, e tale scrittura si applicava a tutte le decisioni.

## Pratiche
Quando doveva essere presentata una petizione o un promemoria che richiedeva la decisione del Sultano, il gran visir di solito preparava un sommario esecutivo (telhis) come allegato. In alcuni casi, invece di preparare un documento riassuntivo separato, il gran visir o il suo vice scriveva il suo riassunto e le viste in diagonale, sui margini superiore o inferiore dei documenti provenienti da funzionari inferiori (vedi un esempio nella prima figura sopra). Tali annotazioni su un documento scritto erano chiamate derkenar. A volte il gran visir aggiungeva una pagina di copertina separata in cima a una proposta proveniente da un funzionario di livello inferiore come il tesoriere (Defterdar) o il ministro della Difesa (Serasker), presentandola come, ad esempio, "questa è la proposta del Deftdar". In tali casi, il Sultano scriveva il suo hatt-ı hümayun sulla copertina. In altri casi, il gran visir riassumeva la questione direttamente a margine del documento presentato dal funzionario inferiore e anche il Sultano scriveva sulla stessa pagina. A volte il Sultano scriveva la sua decisione su un nuovo foglio allegato al documento presentato.
Nella maggior parte dei casi gli hatt-ı humayun erano scritti dallo stesso Sultano, sebbene ne esistano alcuni che erano scritti dal capo scriba o da un altro funzionario. Importanti hatt-ı humayun sul bianco venivano talvolta redatti dal capo della corrispondenza diplomatica (Reis-ül Kuttab) o dal Segretario della Marina (Kapudan Paşa). In alcuni casi c'erano annotazioni su chi preparasse la bozza del documento che veniva poi riscritta dal Sultano.
Gli Hatt-ı hümayun di solito non erano datati, sebbene alcuni, riguardo al prelievo di denaro dal tesoro, riportassero le date. La maggior parte degli hatt-ı hümayun e irade del tardo periodo conteneva le date. Abdul Hamid era particolarmente incline a uscire con le sue hatt-ı hümayun. Il suo gran visir Koca Yusuf Pasha, in seguito suggerì questa pratica di datare gli hatt-ı hümayun al successore di Abdul Hamid, Selim III, in modo che potesse verificare se i suoi ordini fossero stati eseguiti. Tuttavia, questo suggerimento non venne adottato. Abdul Hamid II usò le firme nelle ultime parti del suo regno.

## Lingua

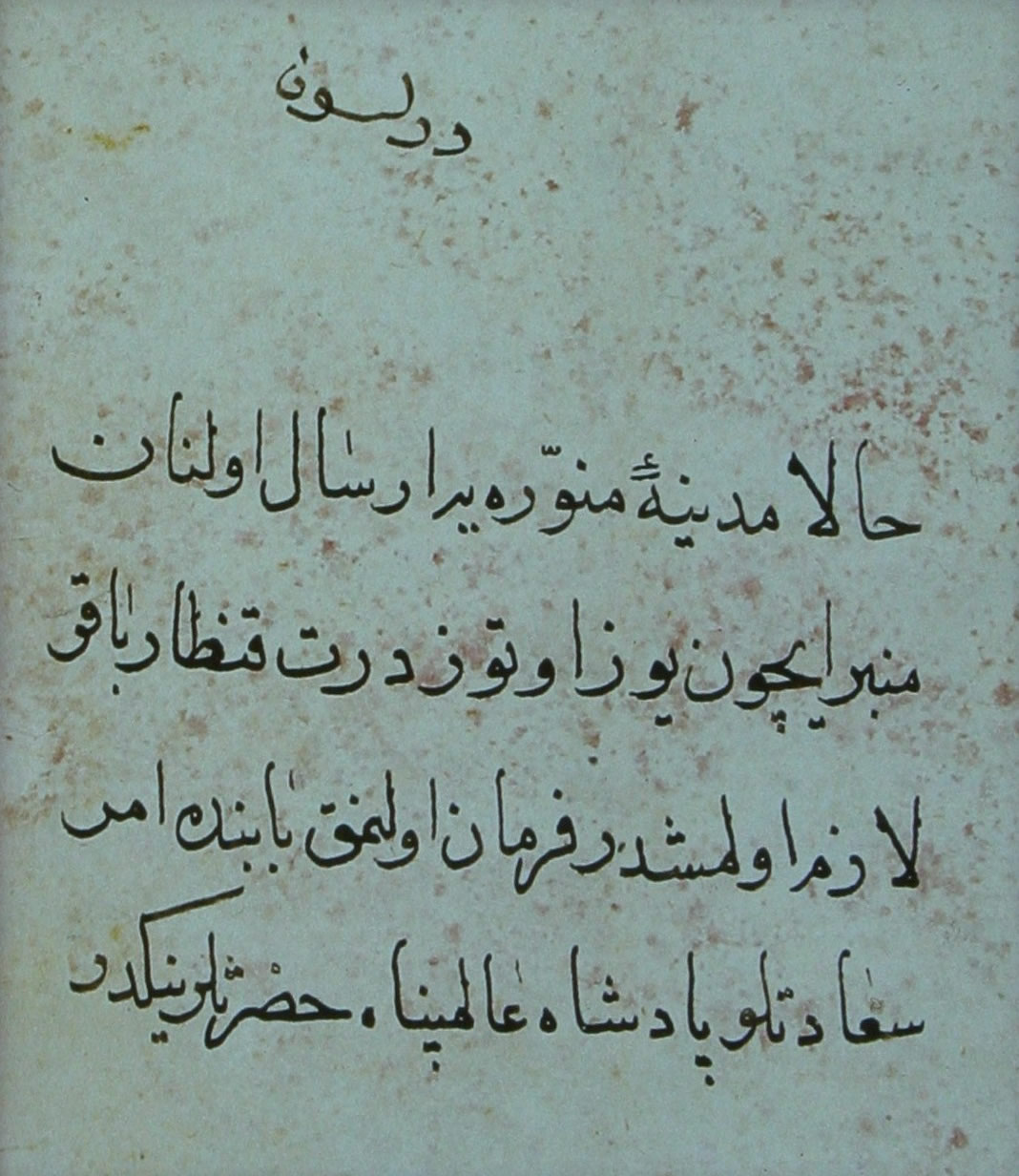
Dopo aver notato che il Minbar per essere inviato a Medina richiede 134 kantar di rame, Süleyman I risponde in alto, con la sua stessa calligrafia, "Sia dato"

La lingua dell'hatt-ı hümayun sui documenti in genere era una forma di turco comprensibile (oralmente) e anche oggi è cambiata poco nel corso dei secoli. Molti documenti o annotazioni erano brevi commenti come "ho dato" (verdim), "sia dato" (verilsin), "non accadrà" (olmaz), "sia scritto" (yazılsın), "è chiaro/è chiaro a me" (malûm oldu / malûmum olmuştur), "forniscilo" (tedârük edesin), "è giunto alla mia vista" (manzûrum oldu / manzûrum olmuştur), "sia risposto" (cevap verile), "registralo" (mukayyet olasın), "sia fornito" (tedârik görülsün), "siano essi senza bisogno" ("berhûrdâr olsunlar").
Alcuni sultani scrivevano commenti più lunghi, iniziando con "È diventato in mia conoscenza" (Malûmum oldu), e continuavano con un'introduzione sull'argomento, per esprimere quindi la loro opinione come "l'aspetto e il significato di questo rapporto/petizione/registrazione/ ecc che diventa la mia conoscenza imperiale"( "... işbu takrîrin/telhîsin/şukkanın/kaimenin manzûr ve me'azi ma'lûm-ı hümayûnum olmuşdur" ). Alcune frasi comuni negli hatt-ı hümayun sono "secondo questo rapporto..." (işbu telhisin mûcebince), "la questione è chiara" (cümlesi malumdur), "permetto" (izin verdim), "io do, secondo i fatti forniti" (vech-i meşruh üzere verdim).
Gli Hatt-ı hümayun alla posizione aveva spesso espressioni cliché come "Da fare come richiesto" (Mûcebince amel oluna) o "Da fare come richiesto, da non contravvenire" (Mûcebince amel ve hilâfından hazer oluna).
Gli Hatt-ı hümayun sul bianco erano più elaborati e alcuni potevano essere redatti da uno scriba prima di essere scritti dal Sultano. Spesso iniziavano rivolgendosi al destinatario. Il sultano si riferiva al suo gran visir come "Il mio visir", o se il suo gran visir era in guerra, si riferiva al suo vice come "Ka'immakâm Paşa". Quelli scritti ad altri funzionari iniziavano spesso con un'espressione come "Tu che sei il mio visir di Rumeli, Mehmed Pasha" ("Sen ki Rumili vezîrim Mehmed Paşa'sın"). Il capo degli affari religiosi (Şeyhülislam) o il tutore personale del Sultano si rivolgeva in modo semplice e rispettoso. Nei casi in cui l'hatt-ı hümayun doveva essere consegnato cerimoniosamente, con una spada imperiale e un mantello, come in una nomina ad un alto grado, ci sarebbe stato un saluto floreale come "dopo che ti ho onorato con il mio glorioso saluto dovrebbe sapere che..." (seni selâm-ı şâhanemle teşrif eylediğimden sonra malumun ola ki...). La corrispondenza a un comandante militare potrebbe avere un saluto lungo e decorato o semplicemente rivolgersi a lui con il suo titolo. Un biglietto senza indirizzo era destinato al gran visir o al suo vice.

## Storia

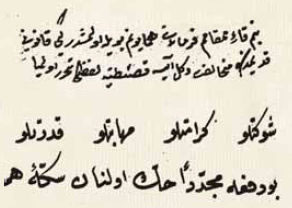
Risposta (ca. 1788) di Selim III su un memorandum riguardante la stampa di "İslâmbol" invece di " Kostantiniye" su nuove monete: "Il mio vice gran visir! Il mio decreto imperiale è stato che, se non in contrasto con la legge attuale, la parola di Konstantiniye non deve essere stampata."

Il primo hatt-ı hümayun conosciuto è quello inviato dal sultano Murad I a Evrenos Bey nel 1386, lodando il comandante per le sue conquiste e dandogli consigli su come amministrare il popolo. Fino al regno di Murad III, i visir erano soliti presentare le questioni oralmente ai Sultani, che poi davano il loro consenso o diniego, anche oralmente. Mentre gli hatt-ı hümayun erano molto rari prima di tale periodo, proliferarono in seguito, specialmente durante i regni dei Sultani come Abdül Hamid I, Selim III e Mahmud II, che volevano aumentare il loro controllo ed essere informati su tutto.
Il contenuto degli hatt-ı hümayun tende a riflettere la lotta di potere che esisteva tra il Sultano e il suo consiglio dei visir (il Diwan). Il processo di utilizzo dell'hatt-ı hümayun per autorizzare le azioni del gran visir iniziò nel regno di Murad III. Ciò portò a una perdita di autorità e indipendenza nel gran visir mentre le altre persone di palazzo come il Maestro dell'Harem (Harem Ağası) o le concubine (cariye) che avevano un maggiore accesso al Sultano guadagnavano influenza. Dando istruzioni o consigli dettagliati, i Sultani riducevano il ruolo dei gran visir ad essere solo come supervisori per l'esecuzione dei suoi comandi. Questa situazione sembra aver creato qualche contraccolpo, poiché durante la maggior parte del XVII secolo ci furono tentativi di tornare al prestigio dei gran visir e al potere di "procuratore supremo" (vekil-i mutlak) e nel tempo gli hatt-ı hümayun tornarono alla loro antica semplicità. Tuttavia, nel XVIII secolo, Selim III si preoccupò dell'eccessiva centralizzazione della burocrazia e della sua generale inefficacia. Creò organi consultivi (meclis-i meşveret) per condividere parte dell'autorità con lui e il gran visir. Dava risposte dettagliate sugli hatt-ı hümayun alle domande che gli venivano poste e si informava se le sue decisioni erano state seguite. L'hatt-ı hümayun divenne lo strumento di Selim III per garantire un'esecuzione rapida e precisa delle sue decisioni.
Durante il regno di Mahmud II, all'inizio del 1830, la pratica di scrivere sui memorandum del gran visir fu sostituita dal capo scriba dell'ufficio imperiale (Mâbeyn-i Hümâyun Başkatibi) che registrava la decisione del Sultano. Dopo il Tanzimat, la burocrazia del governo venne snellita. Per la maggior parte delle comunicazioni di routine, lo scriba imperiale (Serkâtib-i şehriyârî) iniziò a registrare la volontà parlata (irâde) del Sultano e quindi l''irâde (chiamata anche irâde-i seniyye, cioè "volontà suprema", o irâde-i şâhâne, cioè "volontà gloriosa") sostituendo l'hatt- hümayun. L'uso degli hatt-ı hümayun sul bianco tra il Sultano e il gran visir continuò per questioni di grande importanza come incarichi o promozioni di alto livello. Di rado, anche il gran visir e il sultano si scrivevano direttamente.
Il gran numero di documenti che richiedevano la decisione del Sultano attraverso un hatt-ı hümayun o un irade-i senniye è considerato un'indicazione di quanto fosse centralizzato il governo ottomano. Abdül Hamid I stesso scrisse in uno dei suoi hatt-ı hümayun "Non ho tempo che la mia penna lasci la mia mano, con la determinazione di Dio non lo fa".
I primi hatt-ı hümayun erano scritti negli stili calligrafici di tâlik, tâlik kırması (una variante di tâlik), nesih e riq'a. Dopo Mahmud II, furono scritti solo in riq'a. Ahmed III e Mahmud II erano abili a scrivere e i loro hatt-ı hümayun sono notevoli per le loro lunghe ed elaborate annotazioni sui documenti ufficiali. Al contrario, i sultani che hanno ebbero accesso al trono in tenera età, come Murad V e Mehmed IV, mostrano una scarsa ortografia e calligrafia.

## Archiviazione
Gli Hatt-ı hümayun inviati al gran visir erano gestiti e registrati presso l'Âmedi Kalemi, la segreteria del gran visir. L'Âmedi Kalemi organizzava e registrava tutta la corrispondenza tra il gran visir e il Sultano, nonché qualsiasi corrispondenza con sovrani stranieri e con gli ambasciatori ottomani. Altri hatt-ı hümayun, non indirizzati al gran visir, erano conservati in altri archivi di documenti (chiamati fon nella terminologia degli attuali archivisti turchi).

### Ritagli deglihatt-ı hümayun
Durante la creazione dell'Archivio di Stato nel XIX secolo, i documenti furono organizzati secondo la loro importanza. Gli Hatt-ı hümayun sul bianco erano considerati i più importanti, insieme a quelli sulle relazioni internazionali, sulle transazioni di confine e sui regolamenti interni. I documenti di secondaria importanza venivano sistematicamente riposti in bauli e conservati in cantine bisognose di riparazioni. Presumibilmente in segno di rispetto nei confronti del Sultano, gli hatt-ı hümayun sui documenti (petizioni, relazioni, ecc.) furono ritagliati e conservati insieme agli hatt-ı hümayun sul bianco, mentre il resto del i documenti sono stati archiviati altrove. Questi hatt-ı hümayun ritagliati non venivano incrociati con i documenti a cui si riferivano ed erano solo annotati dall'ufficio del palazzo utilizzando termini generali e una data approssimativa. Poiché i sultani non avevano l'abitudine di datare i loro hatt-ı hümayun fino al tardo periodo dell'impero, nella maggior parte dei casi i documenti ad essi associati non sono noti. Al contrario, le decisioni su molti memorandum, petizioni o richieste presentate al Sultano sono sconosciute. La separazione degli hatt-ı hümayun dai loro documenti è considerata una grande perdita di informazioni per i ricercatori. Gli archivi ottomani di Istanbul hanno una sezione speciale di hatt-ı hümayun ritagliati".

### Cataloghi
Oggi tutti gli hatt-ı hümayun conosciuti sono stati registrati in un database computerizzato negli Archivi ottomani del Primo Ministro turco (Başbakanlık Osmanlı Arşivleri, o BOA in breve) a Istanbul, e sono 95.134. La maggior parte degli hatt-ı hümayun sono conservati presso la BOA e nell'archivio del Museo Topkapı. Il BOA contiene 58.000 hatt-ı hümayun.
Poiché gli hatt-ı hümayun non erano in origine organizzati in modo sistematico, gli storici del XIX e all'inizio del XX secolo hanno creato diversi cataloghi di hatt-ı hümayun basati su diversi principi organizzativi. Questi cataloghi storici sono ancora in uso dagli storici del BOA:
Hatt-ı Hümâyûn Tasnifi è il catalogo degli hatt-ı hümayun appartenenti all'Âmedi Kalemi. Si compone di 31 volumi che elencano 62.312 documenti, con i loro brevi riassunti. Questo catalogo elenca i documenti dal 1730 al 1839, ma copre principalmente quelli dei regni di Selim III e Mahmud II in questo periodo.
Ali Emiri Tasnifi è un catalogo cronologico di 181.239 documenti organizzati secondo i periodi di sovranità dei sultani, dalla fondazione dello stato ottomano al periodo di Abdülmecid. Insieme agli hatt-ı hümayun, questo catalogo include documenti sulle relazioni estere.
İbnülemin Tasnifi è un catalogo creato da un comitato guidato dallo storico İbnülemin Mahmud Kemal. Copre il periodo 1290-1873. Insieme a 329 hatt-ı hümayun, elenca documenti di vario altro tipo relativi a corrispondenza di palazzo, corrispondenza privata, nomine, concessioni fondiarie (timar e zeamet) e donazioni di beneficenza (vakıf).
Muallim Cevdet Tasnifi cataloga 216.572 documenti in 34 volumi, organizzati per argomenti che includono i governi locali, l'amministrazione provinciale, il vakıf e la sicurezza interna.

## L'Hatt-ı Hümâyun del 1856
Sebbene esistano migliaia di hatt-ı hümayun, l'Editto di riforma imperiale (o Islâhat Fermânı) del 1856 è abbastanza noto che la maggior parte dei testi di storia si riferisce ad esso semplicemente come "Hatt-i Hümayun". Questo decreto del sultano Abdülmecid I prometteva l'uguaglianza nell'istruzione, nelle nomine del governo e nell'amministrazione della giustizia a tutti, indipendentemente dal credo. Nel Düstur, il codice ottomano delle leggi, il testo di questo firmano è introdotto come "una copia del sommo firmano scritto al gran visir, perfezionato dalla decorazione sopra con un hatt-ı hümayun. Quindi, tecnicamente questo editto era un hatt-ı hümayun al rango.
Il decreto di riforma del 1856 è talvolta indicato con un altro nome, "Il rescritto della riforma". Qui, la parola "rescritto" è usata per indicare "editto, decreto", non "risposta a una richiesta o altro documento".

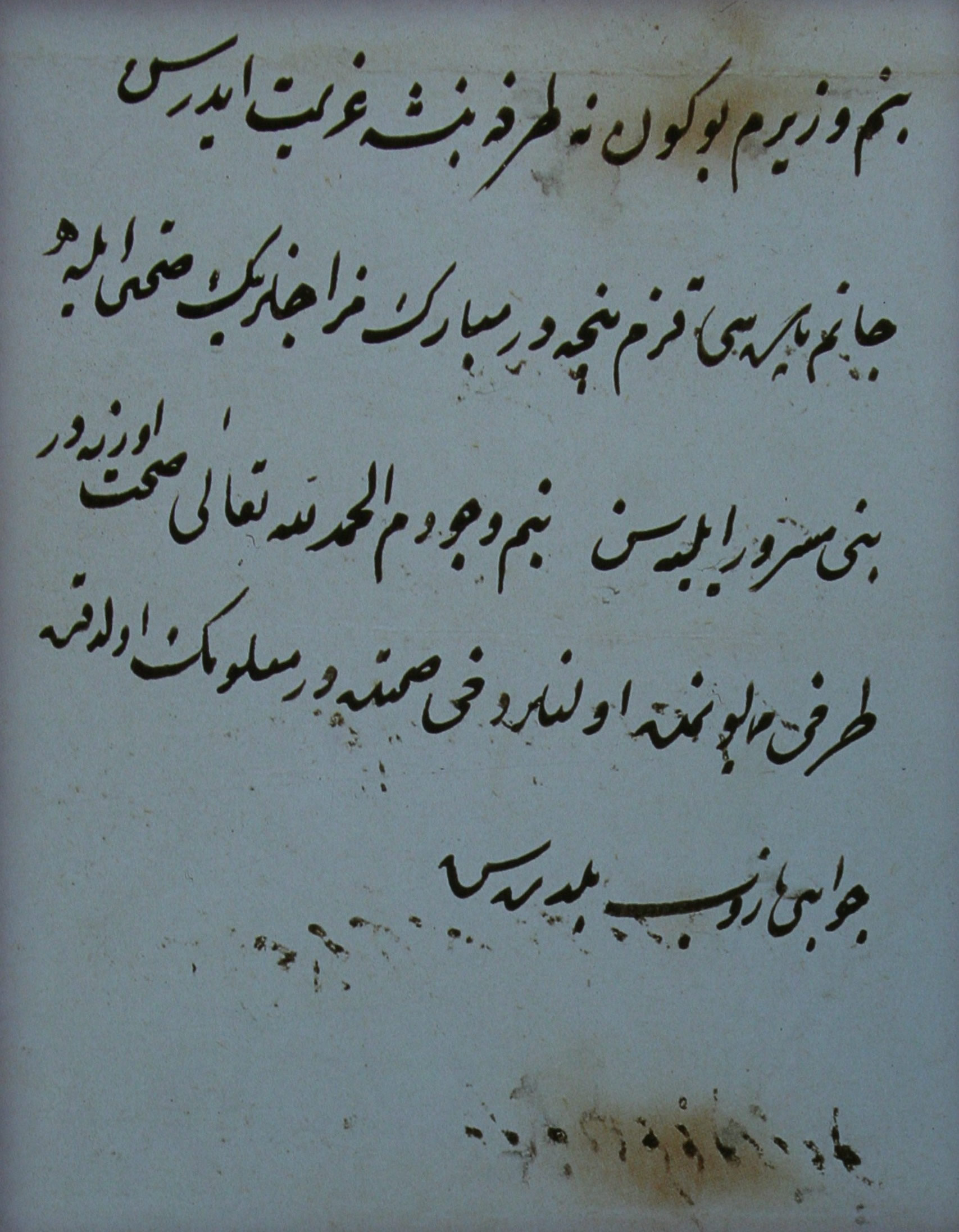
Un hatt-ı hümayun non ufficiale tra Ahmed III e il suo gran visir. "Il mio visir. Oggi dove hai intenzione di andare? Come sta la mia ragazza, il pezzo della mia vita? Rendimi felice con la notizia della salute della tua santa disposizione. Il mio corpo è in buona salute, grazie a Dio. Anche quelli della mia famiglia imperiale godono di buona salute. Fammi sapere quando lo sai."

L'Hatt-ı Hümayun del 1856 fu un'estensione di un altro importante editto di riforma, l'Hatt-i Sharif di Gülhane del 1839, e parte delle riforme del Tanzimat. Quel documento è anche generalmente indicato come "L'Hatt-i Sharif", sebbene ci siano molti altri hatt-i sharif, un termine che è sinonimo di hatt-ı hümayun.

## Il testo del Sultano
Il termine hatt-ı hümayun è usato occasionalmente nel senso letterale della grafia del Sultano. Ad esempio, il poeta imperiale Nef'i ha scritto un masnavi di 22 distici che descrivono la calligrafia del sultano Murad IV, chiamato Der-Vasf-ı Hatt-ı Humayun-ı Sultan Murad Han. L'intera poesia è un complimento per gli scritti del Sultano.